# Воля-Ґромбецька
Воля-Ґромбецька (пол. Wola Grąbiecka) — село в Польщі, у гміні Завідз Серпецького повіту Мазовецького воєводства.
Населення — 79 осіб (2011).
У 1975-1998 роках село належало до Плоцького воєводства.

## Демографія
Демографічна структура станом на 31 березня 2011 року:
|          | Загалом | Допрацездатний вік | Працездатний вік | Постпрацездатний вік |
| -------- | ------- | ------------------ | ---------------- | -------------------- |
| Чоловіки | 41      | 15                 | 21               | 5                    |
| Жінки    | 38      | 10                 | 17               | 11                   |
| Разом    | 79      | 25                 | 38               | 16                   |